# 北疆婆罗门参
北疆婆罗门参（学名：Tragopogon pseudomajor）为菊科婆罗门参属的植物。分布于哈萨克斯坦以及中国大陆的新疆等地，生长于海拔2,000米的地区，一般生长在草甸、河谷、山前平原或干燥山坡，目前尚未由人工引种栽培。